# Harrison H. Riddleberger

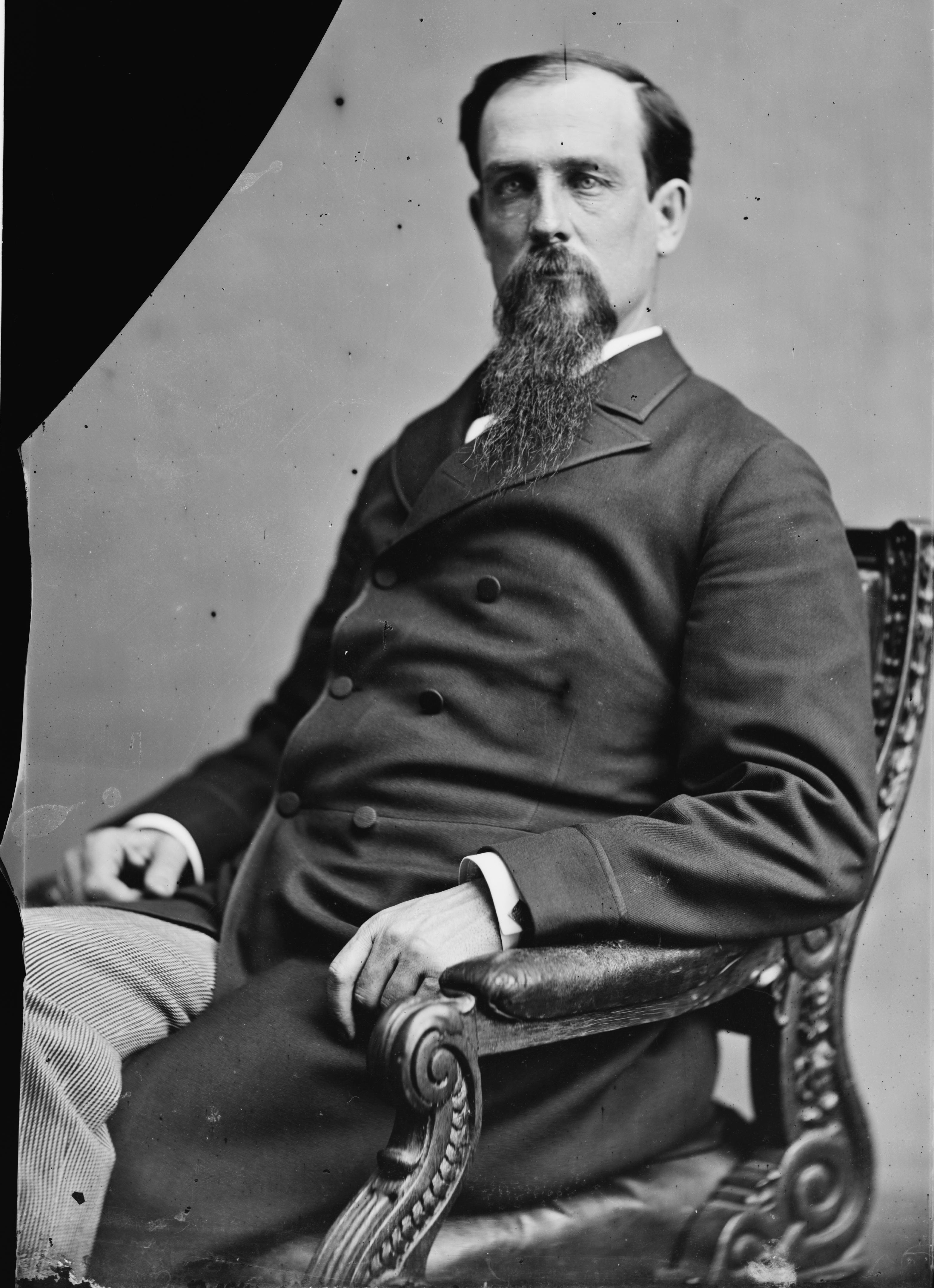
Harrison H. Riddleberger

Harrison Holt Riddleberger (* 4. Oktober 1844 in Edinburg, Virginia; † 24. Januar 1890 in Woodstock, Virginia) war ein US-amerikanischer Politiker, der den Bundesstaat Virginia im US-Senat vertrat.
Als junger Mann schloss sich Harrison Riddleberger während des Bürgerkriegs der Konföderiertenarmee an, in der er drei Jahre lang diente und schließlich bis zum Captain der Kavallerie aufstieg. Nach dem Krieg kehrte er in seine Heimatstadt Edinburg zurück und wurde dort Redakteur der Zeitung Tenth Legion Banner. Er studierte zudem die Rechtswissenschaften, wurde in die Anwaltskammer aufgenommen und praktizierte in Woodstock als Jurist.
Nachdem er von 1871 als 1875 als Mitglied des Abgeordnetenhauses von Virginia sein erstes politisches Mandat ausgeübt hatte, amtierte Riddleberger zwischen 1876 und 1880 als Staatsanwalt im Shenandoah County. Von 1879 bis 1882 saß er dann im Staatssenat. Bei den Präsidentschaftswahlen 1876 und 1880 gehörte er jeweils dem Electoral College an. Außerdem war er als Redakteur des Shenandoah Democrat und des Virginian in Woodstock tätig.
Riddleberger war Mitglied der Readjuster Party, eines von William Mahone geformten Bündnisses aus Afroamerikanern, Republikanern und Demokraten, das in den 1880er-Jahren die Politik Virginias bestimmte. Für diese Partei wurde er 1881 vorzeitig in den US-Senat gewählt, dem er sechs Jahre lang vom 3. März 1883 bis zum 3. März 1889 angehörte. Als Senator stimmte er in der Regel mit den Republikanern, deren Fraktion er auch angehörte; zeitweise stand er dem Committee on Manufactures vor. Im Jahr nach seinem Ausscheiden aus dem Senat starb Riddleberger in Woodstock.